# Papineau (Illinois)
Papineau es una villa ubicada en el condado de Iroquois en el estado estadounidense de Illinois. En el Censo de 2010 tenía una población de 171 habitantes y una densidad poblacional de 292,14 personas por km².

## Geografía
Papineau se encuentra ubicada en las coordenadas 40°58′2″N 87°42′58″O / 40.96722, -87.71611. Según la Oficina del Censo de los Estados Unidos, Papineau tiene una superficie total de 0.59 km², de la cual 0.59 km² corresponden a tierra firme y (0%) 0 km² es agua.

## Demografía
Según el censo de 2010, había 171 personas residiendo en Papineau. La densidad de población era de 292,14 hab./km². De los 171 habitantes, Papineau estaba compuesto por el 95.91% blancos, el 0.58% eran afroamericanos, el 0% eran amerindios, el 1.75% eran asiáticos, el 0% eran isleños del Pacífico, el 0.58% eran de otras razas y el 1.17% pertenecían a dos o más razas. Del total de la población el 4.09% eran hispanos o latinos de cualquier raza.